# Und tot bist Du! – Ein Schwarzwaldkrimi
Und tot bist Du! – Ein Schwarzwaldkrimi ist ein zweiteiliger deutscher Fernsehfilm von Marcus O. Rosenmüller aus dem Jahr 2019. Der erste Teil wurde am 8. April 2019 im ZDF als Fernsehfilm der Woche erstmals ausgestrahlt – der zweite Teil zwei Tage später. Der Mystery-Thriller entstand nach einem Drehbuch von Anna Tebbe und ist die erste Produktion aus der Filmreihe Ein Schwarzwaldkrimi mit Jessica Schwarz und Max von Thun in den Hauptrollen. Mit dem Zweiteiler Waldgericht – Ein Schwarzwaldkrimi wurde die Reihe am 4. Januar 2021 fortgesetzt.

## Handlung
Lioba Natterer, die Schwester des Bürgermeisters von Klosterbach, wird im naheliegenden Elfentalsee tot aufgefunden. Obwohl Indizien auf Selbstmord deuten, ermitteln die beiden Kriminalisten Bächle und Diener, und schon bald stürzt die ebenso junge Vanessa Cabell, aus ebenso unerklärlichen Gründen, mit ihrem Mountainbike ganz in der Nähe der Natterers. Zwar hatte sie der Tod ihrer Freundin Lioba arg getroffen, aber soll das ein Grund dafür sein, sich freiwillig selbst ums Leben zu bringen? Beide hatten engen Kontakt zu Professor Hans Katrein, der als Kind hier im Ort aufgewachsen ist und dann ins Ausland ging. Vor einiger Zeit kehrte er in seine Heimat im Schwarzwald zurück.
Liobas Exfreund Michael wird verdächtigt, den Anlass für den Freitod des Mädchens gegeben zu haben, denn wenige Tage nach ihrer Trennung hatte er sie gewaltsam zum Sex gedrängt. Da sie das aber nicht angezeigt hatte, ergibt sich nun keine juristische Handhabe gegen ihn. Kurze Zeit später findet man ihn mit durchschnittener Kehle auf der Plattform des Aussichtsturms zum Elfentalsee. Den Ermittlern gibt der Fall immer neue Rätsel auf.
Eine dritte junge Frau, Therese Sieber, war mit beiden jungen Frauen befreundet, und es gibt Anzeichen dafür, dass auch sie in Gefahr ist. Als Therese Sieber entführt wird und eine Lösegeldforderung an ihren Vater, den Brauereibesitzer des Ortes, eingeht, erschließt sich ein Zusammenhang. Mutmaßlich wurde der Plan sehr langfristig vorbereitet und alles daran gesetzt, dass man Professor Hans Katrein für den Täter halten soll. Er hatte gemeinsam mit Hermann Natterer, dem Großvater des ersten Opfers, die Wirren der Nachkriegszeit durchlebt. Dabei hatte sich Natterer auf die Seite der französischen Besatzer geschlagen und sich beim Rest der Bewohner des Dorfes, insbesondere bei Katrein, wenig beliebt gemacht. Diese alte Feindschaft hatte sich der Täter bei seinem Plan zunutze gemacht.
Der Tod der beiden Frauen macht Thomas Sieber die Ernsthaftigkeit der Lösegeldforderung klar, und er will zahlen. Dennoch wendet er sich an die Polizei, die sofort die Suche aufnimmt. Da auch Katrein verschwunden ist, macht ihn das erneut verdächtig, denn genauere gerichtsmedizinische Untersuchungen der weiblichen Opfer ergaben eine südamerikanische Droge, was deren Selbstmord erklärt und somit auf ein Rachemotiv Katreins hindeutet. Nachforschungen zu den Vorfällen der Vergangenheit nähren diese Vermutung, bringen aber auch ein weiteres Motiv zutage: So war die Brauerei nur an Thomas Sieber vererbt worden, weil sein Vater sie nach dem Krieg übernommen hatte, da dessen Bruder im Krieg gefallen war und sich seine Schwägerin angeblich freiwillig in den Tod gestürzt hatte. In Wahrheit wurde sie von Hermann Natterer gestoßen.
Die Suche nach Therese Sieber führt in ein altes Hotel, in dem sie und Katrein von deren Entführern gefangen gehalten werden. Sie sind die Nachkommen von Mechthild Sieber, der eigentlichen Erbin der Brauerei. Auch wenn ihre Mutter zu Tode kam, hätte ihr das Erbe zugestanden. Da sie aber nach dem Krieg als Waise zur Adoption freigegeben wurde, „verschwand“ sie ins Ausland. Nur durch Zufall wurde ihr Sohn, Achim Brugger, auf die Geschehnisse der Nachkriegszeit im Heimatort seiner Mutter aufmerksam, und gemeinsam mit seiner Schwester, Camille Roloir, fasste er den Entschluss, sich ihr Erbe auf diese Weise zu holen. Über Jahre stand Brugger im Dienst von Katrein und lernte so dessen Vergangenheit für seine Zwecke zu nutzen. Er wird in dem alten Hotel von der Polizei gestellt, kann aber zunächst flüchten. Während die Geiseln befreit werden, gelingt es Brugger, sich vorher umzubringen. Camille Roloir wird bei der Lösegeldübergabe in einem alten Kloster festgenommen.

## Nebenhandlung
Im Zuge der Ermittlungen wird Maris Bächle mit ihrer eigenen, ungeklärten Vergangenheit konfrontiert. Sie wurde als achtjähriges Kind verstört im Wald aufgefunden und wusste nicht, wer ihre Eltern waren und was überhaupt damals passiert war. Ein Tuch, dass sie auf einem alten Foto bei Katrein entdeckt hat, erkannte sie als das Tuch, das sie als Kind getragen hatte. Dies und ein Brief der damaligen Lehrerin von Klosterbach bringen die Erkenntnis, dass sie die Enkelin dieser Lehrerin ist. Ihr Vater war Victor Helmlé, und im Sommer 1989 wollte er mit seiner Tochter das Heimatdorf seiner Mutter besuchen. Hier wurde er von Hermann Natterers Sohn ermordet und dann in einem alten Stollen verscharrt. Anhand eines Briefes, der Hermann Natterer eindeutig als Mörder von Mechthild Sieber belastet, ist sich Bächle sicher, dass er wegen Mordes verurteilt werden wird.

## Produktion
Gedreht wurde Und tot bist Du! – Ein Schwarzwaldkrimi vom 11. September bis zum 15. November 2018 unter dem gleichnamigen Arbeitstitel an verschiedenen Drehorten im Schwarzwald, unter anderem in Freudenstadt, in Schiltach und am Ellbachsee.
Die Kamera führte Stefan Spreer. Für den Ton zeichnete Andreas Walther verantwortlich, für das Szenenbild Klaus-Peter Platten und Gertrud Esslinger, für das Kostümbild Susanne Roggendorf und für die Maske Sylvia Reusch und Rosa Singhofen.

## Rezeption

### Kritiken
Rainer Tittelbach von Tittelbach.tv schrieb: „Rätselhafte Suizide junger Frauen im Schwarzwald führen zu einem grausigen Ereignis in der unmittelbaren Nachkriegszeit. Marcus O. Rosenmüller, der schon die Neuhaus-Verfilmungen nach schwacher Anfangsphase auf ein deutlich höheres Niveau gehoben hat, ist der richtige Regisseur für diesen Stoff, der im Unterschied zu vielen anderen Zweiteilern dank immer neuer Rätsel auch über 180 Minuten trägt. Die Verknüpfung der beiden Zeitebenen ist von großer Kunstfertigkeit, die Musik forciert die Spannung, die Bildgestaltung setzt sparsame, aber ungemein effektvolle Akzente, und das Ensemble ist ausnahmslos sehenswert.“
Über den ersten Teil meinten die Kritiker der Fernsehzeitschrift TV Spielfilm: „Kein doller Reihenauftakt: Im Dialog raschelt Papier, einige Darsteller agieren hölzern. Aber es gibt schöne Landschaftsaufnahmen“ – über den zweiten Teil: „Die Kabbeleien zwischen Bächle und Diener wirken ebenso aufgesetzt wie die Verweise auf alte Mythen. Weil die Figuren kaum Sympathie wecken, macht es auch wenig Spaß, sich den komplizierten Plot von ‚Taunuskrimi‘-Skriptautorin Anna Tebbe auseinanderzuklamüsern“ und bewerteten beide Filme jeweils mit dem „Daumen zur Seite“.
Oliver Armknecht von film-rezensionen.de meinte, der Film „lockt mit einem stimmungsvollen Setting, dem Verweis auf alte Mythen und lange Schatten der Vergangenheit. Und doch reicht das alles nicht aus, um die völlig überdimensionierten drei Stunden zu füllen. Geschichte und Figuren geben nicht genug her, der Krimi wird zum Geduldsspiel.“
Das Lexikon des internationalen Films befand: „Zweiteiliger (Fernseh-)Krimi, der aus der Mischung von Lokalkolorit, historischer Schuld und mystischen Einschlägen kaum Spannung zu erzeugen vermag. Der komplizierte Plot täuscht zudem nicht über die Vielzahl an Klischees und kaum konturierten Figuren hinweg.“

### Einschaltquoten
Die Premiere des ersten Teils wurde am 8. April 2019 von 6,08 Millionen Zuschauern zur Hauptsendezeit im ZDF verfolgt, was einem Marktanteil von 19,7 Prozent entsprach. Am 10. April 2019 verfolgten noch 5,59 Millionen Zuschauer den zweiten Teil, womit der Sender einen Marktanteil von 19,1 Prozent erreichte.